# Conover (Carolina del Nord)
Conover è una città degli Stati Uniti d'America situata nella Carolina del Nord, nella Contea di Catawba.